# Feliniopsis virilis
Feliniopsis virilis är en fjärilsart som beskrevs av Embrik Strand 1921. Feliniopsis virilis ingår i släktet Feliniopsis och familjen nattflyn. Inga underarter finns listade i Catalogue of Life.